# Lijst van voetbalinterlands Duitsland - Ghana
Deze lijst van voetbalinterlands is een overzicht van alle officiële voetbalwedstrijden tussen de nationale teams van Duitsland en Ghana. De landen hebben tot op heden drie keer tegen elkaar gespeeld. De eerste ontmoeting was een vriendschappelijke wedstrijd in Bochum op 14 april 1993. Het laatste duel, een groepswedstrijd tijdens het Wereldkampioenschap voetbal 2014, vond plaats op 21 juni 2014 in Fortaleza (Brazilië).

## Wedstrijden
| № | Plaats       | Datum         | Competitie        | Wedstrijd         | Uitslag |
| - | ------------ | ------------- | ----------------- | ----------------- | ------- |
| 1 | Bochum       | 14 april 1993 | Vriendschappelijk | Duitsland − Ghana | 6 − 1   |
| 2 | Johannesburg | 23 juni 2010  | WK 2010           | Ghana − Duitsland | 0 − 1   |
| 3 | Fortaleza    | 21 juni 2014  | WK 2014           | Duitsland − Ghana | 2 − 2   |

## Samenvatting
| Competitie        | Totaal gespeeld | Winst Duitsland | Gelijk | Winst Ghana | Doelsaldo Duitsland – Ghana |
| ----------------- | --------------- | --------------- | ------ | ----------- | --------------------------- |
| WK-eindronde      | 2               | 1               | 1      | 0           | 3 − 2                       |
| Vriendschappelijk | 1               | 1               | 0      | 0           | 6 − 1                       |
| Totaal            | 3               | 2               | 1      | 0           | 9 − 3                       |

Wedstrijden bepaald door strafschoppen worden, in lijn met de FIFA, als een gelijkspel gerekend.

## Details

### Eerste ontmoeting
| Vriendschappelijk (Bochum, Duitsland, 14 april 1993): |              | |
| Duitsland | 6 – 1        | Ghana |
| Ulf Kirsten 69' Stefan Effenberg 70' Jürgen Klinsmann 70' Stefan Effenberg 82' Jürgen Klinsmann 86' Andreas Möller 86'                                                   | goals        | 44' Prince Polley |
| Berti Vogts | bondscoach   | Fred Osam-Duodu |
| Andreas Köpke Olaf Thon Jürgen Kohler Guido Buchwald Stefan Effenberg Lothar Matthäus 84' Uwe Bein 79' Michael Zorc Thomas Helmer Karl-Heinz Riedle 46' Jürgen Klinsmann | opstellingen | Edward Ansah Tony Baffoe 66' Stephen Frimpong Emmanuel Armah 81' Ali Ibrahim Isaac Asare Abédi Pelé Yaw Acheampong 52' Charles Akonnor Anthony Yeboah Prince Polley |
| Ulf Kirsten 46' Andreas Möller 79' Thomas Häßler 84' | wissels      | 52' Sam Adjei 66' Stanley Arboah 81' Yaw Preko |
| Guido Buchwald ??' | gele kaarten | ??' Emmanuel Armah ??' Yaw Acheampong |

### Tweede ontmoeting
| WK 2010 (Johannesburg, Zuid-Afrika, 23 juni 2010): |              | |
| Ghana | 0 – 1        | Duitsland |
| | goals        | 60' Mesut Özil |
| Milovan Rajevac | bondscoach   | Joachim Löw |
| Richard Kingson John Paintsil Jonathan Mensah John Mensah Hans Sarpei Anthony Annan André Ayew 90+1' Kwadwo Asamoah Kevin-Prince Boateng Prince Tagoe 64' Asamoah Gyan 82' | opstellingen | Manuel Neuer Philipp Lahm Per Mertesacker Arne Friedrich 73' Jérôme Boateng Sami Khedira 81' Bastian Schweinsteiger 68' Thomas Müller Mesut Özil Lukas Podolski Cacau |
| Sulley Muntari 64' Matthew Amoah 82' Dominic Adiyiah 90+1' | wissels      | 68' Piotr Trochowski 73' Marcell Jansen 81' Toni Kroos |
| André Ayew 40' | gele kaarten | 43' Thomas Müller |

### Derde ontmoeting
| WK 2014 (Fortaleza, Brazilië, 21 juni 2014): |              | |
| Duitsland | 2 – 2        | Ghana |
| Mario Götze 51' Miroslav Klose 71' | goals        | 54' André Ayew 63' Asamoah Gyan |
| Joachim Löw | bondscoach   | James Kwesi Appiah |
| Manuel Neuer Benedikt Höwedes Mats Hummels Per Mertesacker Jérôme Boateng 46' Philipp Lahm Sami Khedira 70' Toni Kroos Mario Götze 69' Thomas Müller Mesut Özil | opstellingen | Fatau Dauda Kwadwo Asamoah John Boye Jonathan Mensah Harrison Afful 78' Mohammed Rabiu 52' Kevin-Prince Boateng Sulley Muntari 72' Christian Atsu Asamoah Gyan André Ayew |
| Shkodran Mustafi 46' Miroslav Klose 69' Bastian Schweinsteiger 70'                                                                                              | wissels      | 52' Jordan Ayew 72' Wakaso Mubarak 78' Emmanuel Badu |
| | gele kaarten | 90+3' Sulley Muntari |